# Мађоне (Болоња)
Мађоне (итал. Magione) је насеље у Италији у округу Болоња, региону Емилија-Ромања.
Према процени из 2011. у насељу је живело 87 становника. Насеље се налази на надморској висини од 66 м.